# The Man on the Box
The Man on the Box is een Amerikaanse stomme film uit 1914, onder regie van Oscar Apfel en Wilfred Buckland, met in de hoofdrol Max Figman. Het is een bewerking van de gelijknamige roman van Harold MacGrath uit 1904 en het daarop gebaseerde toneelstuk van Grace Livingston Furniss uit 1905. Max Figman speelde de hoofdrol in de Broadway-versie en hernam zijn rol voor deze film.

## Verhaal
Luitenant Bob Warburton krijgt een jaar verlof van de Amerikaanse cavalerie nadat hij een trein redt van een overval door indianen. Hij bezoekt zijn zus Nancy en broer Jack in Washington D.C. en reist dan naar Monte Carlo waar hij verliefd wordt op Betty Annesley, de dochter van de gepensioneerde militaire strateeg kolonel Annesley. Annesley  heeft zware gokschulden bij Karloff, een Russische agent die van Betty houdt.
Op de terugweg naar Washington probeert Bob tevergeefs Betty te ontmoeten die, zonder dat hij het weet, Nancy's beste vriendin is. Door een reeks van misverstanden wordt hij de butler van Betty en in die positie is hij in staat om de pogingen van Karloff te dwarsbomen om Betty in te palmen en geheime Amerikaanse documenten te bemachtigen. Uiteindelijk ontdekt Betty Bobs ware identiteit en verklaart ze haar liefde voor hem.

## Rolverdeling
| Acteur              | Personage          | Opmerkingen       |
| ------------------- | ------------------ | ----------------- |
| Max Figman          | Lt. Bob Warburton  |                   |
| C.F. Le None        | Scout              |                   |
| Fred Montague       | Col. Raleigh       |                   |
| Fred L. Wilson      | Jack Warburton     |                   |
| Betty Johnson       | Nancy Warburton    | als Betty Jonson  |
| Mabel Van Buren     | Kit Warburton      |                   |
| Harry Fisher        | Charles Henderson  |                   |
| James Neill         | Col. Annesley      |                   |
| Lolita Robertson    | Betty Annesley     |                   |
| Horace B. Carpenter | Russian ambassador |                   |
| Jack W. Johnston    | Count Karloff      | als J.W. Johnston |
| William Elmer       | Troop commander    |                   |
| Jane Darwell        | Mrs. Chadwick      |                   |